# Czajkowski (film)
Czajkowski (ros. Чайковский) – radziecki film fabularny z 1970 roku w reżyserii Igora Tałankina. Biograficzna opowieść o życiu wielkiego rosyjskiego kompozytora Czajkowskiego.

## Obsada
- Innokientij Smoktunowski jako Piotr Czajkowski
- Kiriłł Ławrow

## Nagrody
- 1970: Międzynarodowy Festiwal Filmowy w San Sebastian – wyróżnienie specjalne jury za walory artystyczne i techniczne oraz nagrodę za kreację Innokientiego Smoktunowskiego[2].